# Johann Deodat Blumentrost
Johann Deodat Blumentrost (auch: Johannes Theodor Blumentrost, russisch Ива́н Лавре́нтьевич Блюментро́ст und Иоганн Деодатус Блюментро́ст; * 5. Augustjul. / 15. August 1676greg. in Moskau; † 11. März 1756 in Sankt Petersburg) war ein russischer Mediziner.

## Leben
Johannes Deodatus war der Sohn des russischen Leibarztes Laurentius Blumentrost der Ältere und dessen zweiter Frau Cäcilia Röver (verw. Beermann). Nach anfänglicher Ausbildung durch den Vater, erhielt er von Zaren Peter der Große eine finanzielle Unterstützung, um seine Studien an europäischen Universitäten zu absolvieren. 1697 reiste er daher nach Deutschland, wo er zunächst an der Universität Königsberg ein medizinisches Studium begann. Die Lehrkräfte der medizinischen Fakultät in Königsberg waren zu jener Zeit Georg Wosegin, Friedrich Lepner, Johann Heinrich Starcke und Gottfried Sand. Zudem dürfte er auch die naturwissenschaftlichen Vorlesungen an der philosophischen Fakultät bei Paul Rabe und Andreas Hedio verfolgt haben. Nachdem er in Königsberg 1700 die medizinische Abhandlung Exercitatico practica sistens Medicum castrensem exercitui Moscovitarum praefectum verteidigt hatte, zog er an die Universität Halle. Hier immatrikulierte er sich am 4. Januar 1701 und wurde im Haus von Friedrich Hoffmann aufgenommen. Außerdem besuchte er die Vorlesungen von Georg Ernst Stahl und promovierte am 27. Januar 1702 mit der Arbeit De pulsuum theoria et praxi zum Doktor der Medizin. Nachdem er auch Herman Boerhaave an der niederländischen Universität Leiden besucht hatte, kehrte Blumentrost über Archangel reisend nach Moskau zurück.
Hier erhielt er zunächst die Stelle eines russischen Feld- und Hofarztes des Zaren Peter. In dieser Eigenschaft war er beim großen nordischen Krieg im Baltikum bei Narva und Dorpat zum Einsatz gekommen. 1718 erhielt er als dessen Leibarzt (Archiater) die Aufgabe des obersten Aufsehers über das gesamte russische Medizinwesen, welche Tätigkeit per Ukas vom 14. Februar 1722 schriftlich fixiert wurde und mit einem Salär von 3000 Rubeln im Jahr verbunden war. Bereits 1719 hatte Blumentrost dem Zaren einen Entwurf zur Reform der medizinischen Verwaltung Russlands unterbreitet, welche die Einführung einer zentralen Behörde derselben zur Wirkung hatte. Blumentrost selbst übernahm deren Leitung und regelte das Apothekerwesen neu. Blumentrost wurde zudem 1722 zum wirklichen Staatsrat ernannt. Zar Peters Reformen umfassten auch eine Reform der russischen Bildungslandschaft, so wurde 1724 die kaiserlich russische Akademie der Wissenschaften in St. Petersburg ins Leben gerufen, deren Gründungsmitglied und erster Sekretär Blumentrost wurde. Zu diesem Zweck korrespondierte er mit einer Vielzahl europäischer Gelehrten und suchte diese für die neu gegründete Universität St. Petersburg zu gewinnen.
Waren Blumentrost Bemühungen unter der Regierung von Zar Peter und dessen Frau Katharina noch erfolgreich verlaufen, änderte sich dies mit dem Amtsantritt der Zarin Anna. Vor allem Hofintrigen sorgten dafür, dass er 1730 aus seinen Ämtern gedrängt wurde. 1731 wurde er endgültig entlassen und ein Teil seiner Güter wurde konfisziert. Daher zog er zunächst nach Moskau, in sein dortiges Wohnhaus. Bei einem Brand verlor er 1737 allerdings auch diesen letzten Besitz. Er zog daher wieder nach St. Petersburg, wo er seine letzten Lebensjahre in kärglichen Verhältnissen fristen musste.
1714 verheiratete sich Blumentrost mit Agatha Westhof (verw. Gottfried Klemm und Johann Rudolf Poppe; † 1745), die Tochter des Moskauer Kaufmann Paul Westhof. Aus dieser Ehe stammt ein Sohn, welcher jung starb. Nach dem Tod seiner ersten Frau heiratete er 1747 Charlotta Magdalena Struve (* 2. Juni 1717 in Jena; † 17. August 1759 in Narva), die Tochter des Ernst Gotthold Struve. Aus der Ehe stammt die Tochter Maria Elisabeth Blumentrost (* 28. November 1747 in St. Petersburg; † 29. Dezember 1775 ebenda), welche sich am 29. April 1774 in St. Petersburg mit Friedrich Johann von Gersdorff (1735, † 25. März 1805) verheiratete.